# Autoserica suturalis
Autoserica suturalis är en skalbaggsart som beskrevs av Louis Burgeon 1942. Autoserica suturalis ingår i släktet Autoserica och familjen Melolonthidae. Inga underarter finns listade.